# Centaure
Centaure – francuska, podwójnie sprzężona, holowana armata przeciwlotnicza kalibru 20 mm, opracowana przez przedsiębiorstwo GIAT we współpracy z hiszpańskim CETME, na bazie armaty 53 T2 Tarasque. Centaure wyposażona jest w ręczne mechanizmy naprowadzania na cel, kolimatorowy celownik rakursowy i celownik optyczny o czterokrotnym powiększeniu.